# Museu d'Aviació de Riga
El Museu d'Aviació de Riga (en letó: Latvijas Aviacijas Tehnikes Muzejs), està situat als terrenys de l'aeroport Internacional de Riga (Letònia) i està regularment obert al públic.
Va ser fundat el 1956 per Victor Talpa, que va treballar per a l'Administració d'Aviació Civil de Letònia, que va ser privatitzada el 1997.

## Exposició
La major part de la col·lecció del museu es mostra a l'aire lliure i, per tant, estan exposats als elements naturals. Alguns dels avions i helicòpters que es mostren al museu són:

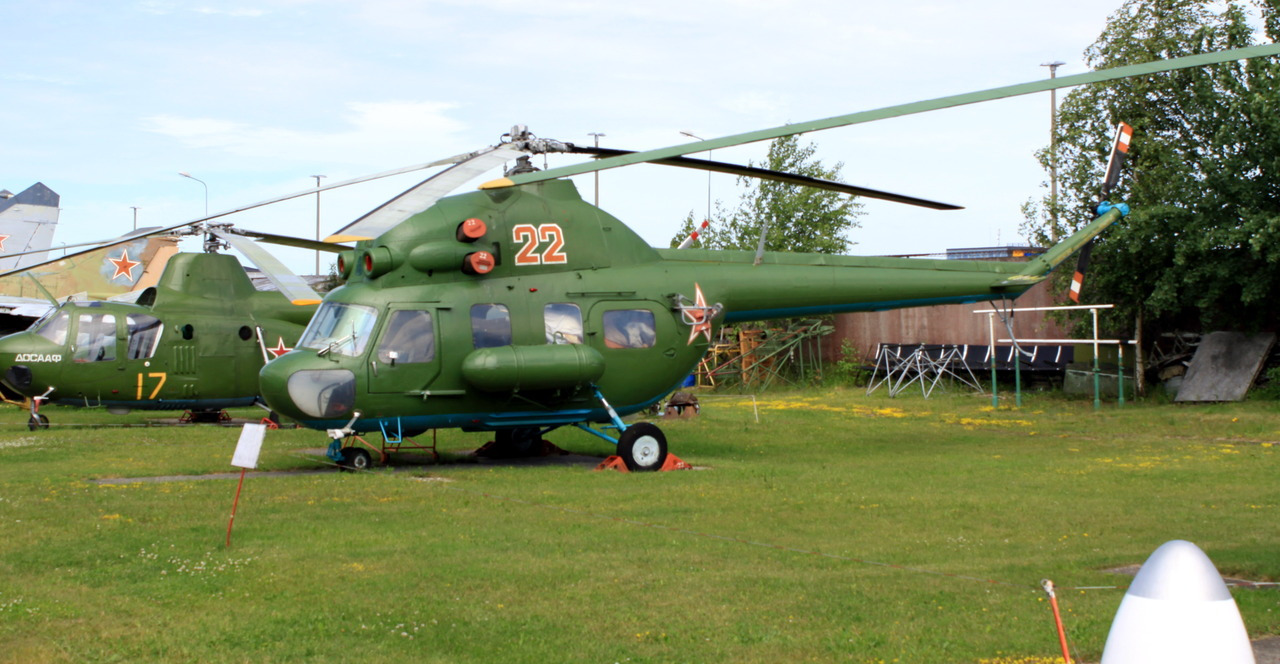
Mi-2

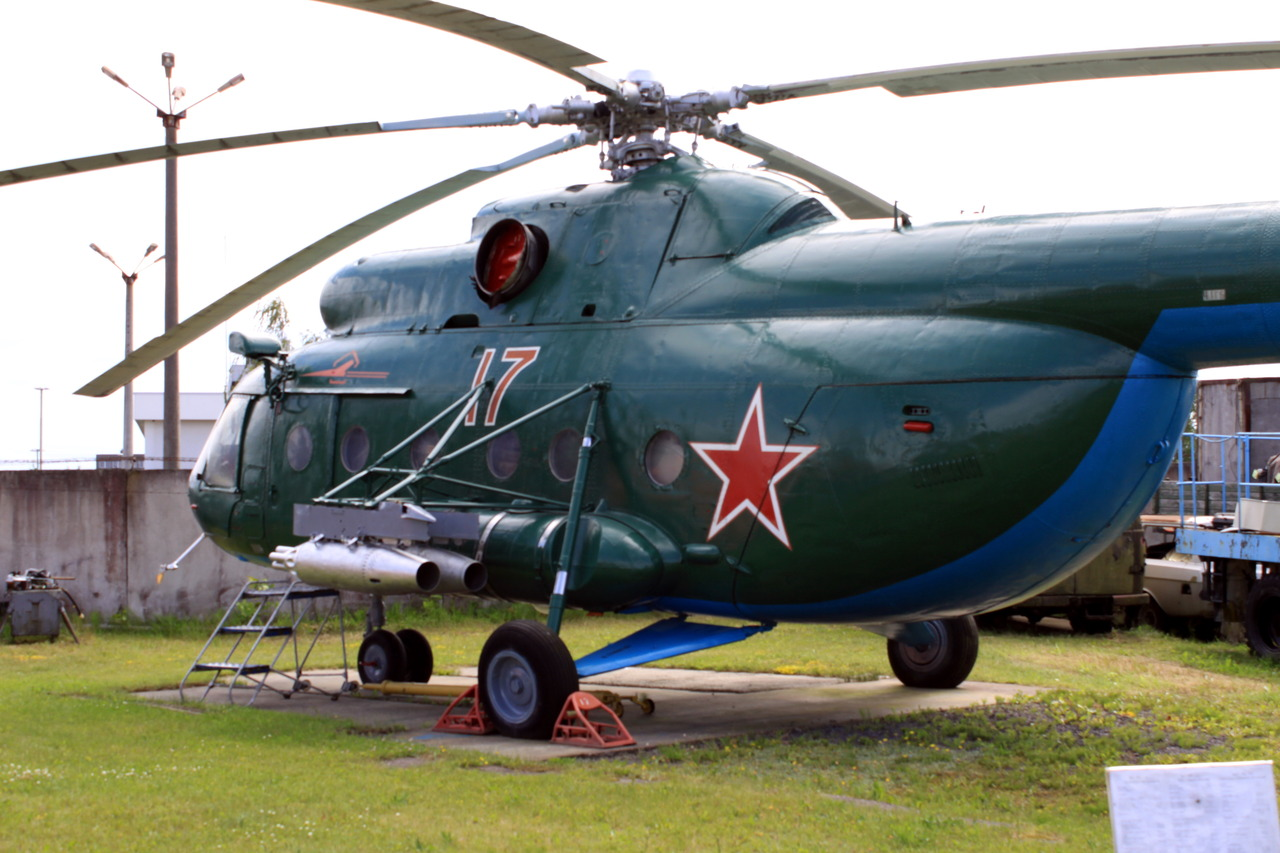
Mi-8

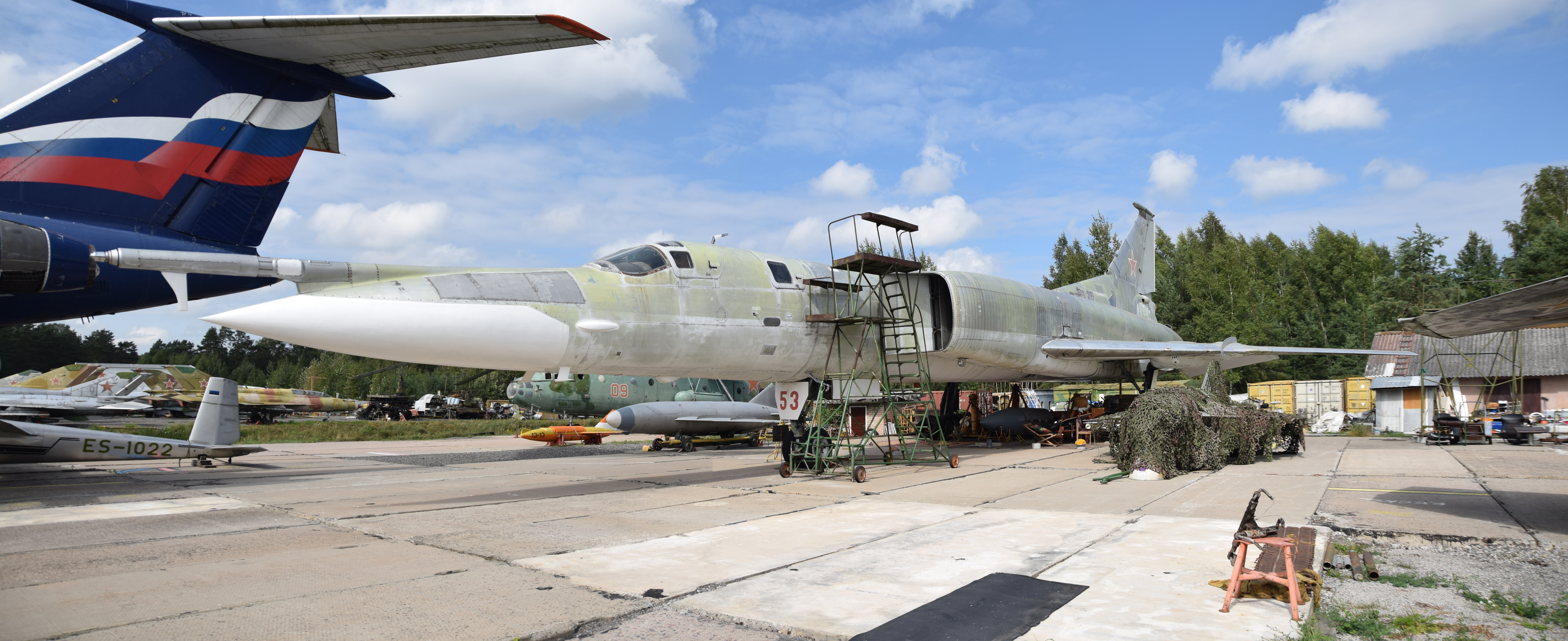
Túpolev Tu-22M1

- Aero L-29 Delfin
- Antonov An-2
- Antonov An-24
- Mikoian-Gurévitx MiG-23
- Mikoian-Gurévitx MiG-25
- Mikoian-Gurévitx MiG-27
- Mikoian-Gurévitx MiG-29
- Mil Mi-2
- Mil Mi-4
- Mil Mi-6
- Mil Mi-8
- Mil Mi-24
- Sukhoi Su-7
- Sukhoi Su-15
- Sukhoi Su-17
- Iàkovlev Iak-28R
- Túpolev Tu-22M
- Túpolev Tu-134